# Ситхоул, Мозес
Мозес Ситхоул (англ. Moses Sithole, Убийца АBC (англ. ABC Killer); род. 17 ноября 1964 года) — южноафриканский серийный убийца.

## Рождение и жизнь до преступлений
Мозес (англ. Моисей) Ситхоул родился 17 ноября 1964 года, в бедном районе в Боксбурге, провинция Гаутенг, в эпоху апартеида в Южной Африке. Когда мальчику исполнилось пять, умер его отец, а мать отказалась от семьи. Ситхоул провёл три последующих года в детском доме, где, как он позже рассказал, подвергался жестокому обращению. Моисей сбежал к своей матери, которая отослала его обратно. В конце концов, он переехал к своему старшему брату. Достигнув совершеннолетия, Моисей женился.

## Первые преступления и заключение
В 20 лет Ситхоул начал свою преступную карьеру с изнасилования трёх женщин. Он был привлечён к уголовной ответственности. В тюрьме он подвергался издевательствам и сексуальному домогательству со стороны сокамерников.

## Серия убийств
В 1994 году Ситхоул начал совершать изнасилования и убийства. Для своих преступлений он разработал уникальную схему — выдавая себя за бизнесмена и владельца несуществующей благотворительной организации, он предлагал безработным службу с высоким окладом. Заполучив их доверие, он предлагал пешком дойти до его офиса, ссылаясь на возможность обсудить все детали по дороге. Заводя жертву в безлюдное место в степи, он нападал на неё, насиловал и душил. Преступления были совершены в Аттриджвилле, в Боксбурге и в Кливленде, пригороде Йоханнесбурга, из-за чего получил прозвище «ABC Killer» (по первым буквам городов — «Atteridgeville» — A, «Boksburg» — B, «Cleveland» — С)
Ситхоул отличался цинизмом. После каждого убийства он звонил родственникам жертв и рассказывал о произошедшем.

## Следствие
В 1995 году появились свидетели, которые видели одну из жертв вместе с маньяком. Пробив его по базе, полицейские установили его личность. Ситхоул сбежал, но перед этим позвонил местному журналисту Тамсену де Бееру и рассказал о всех своих преступлениях. Полиция установила номер, но к тому времени убийца скрылся.

## Арест
После побега Ситхоул связался с одним из своих родственников с просьбой передать ему пистолет. Родственник пообещал помочь ему, но сам обратился в полицию. В указанном месте встречи была подготовлена засада. Когда Ситхоул это понял, он пробовал бежать, однако полиция открыла по нему огонь. Убийца получил два ранения и был арестован.

## Суд
5 декабря 1997 года Ситхоул был приговорен к 50 годам лишения свободы за каждое из 38 убийств, к 12 годам за каждое из 40 изнасилований и 5 годам за каждый из 6 грабежей. Всего вышло 2410 лет. Судья Дэвид Карстейрс заключил, что Ситхоул должен отсидеть как минимум 930 лет, прежде чем получит право на условно-досрочное освобождение. Теоретически, он может выйти на свободу в 2927 году.
Более того, в уголовном законодательстве США (где также, как и в ЮАР сроки по каждому преступлению суммируются) существует мера наказания, известная как «фактический пожизненный срок» (англ. virtual life sentence). Согласно данной мере наказания, любое лишение свободы осуждённого на срок более 50 лет относится к «фактическому пожизненному сроку».
На данный момент Ситхоул отбывает наказание в секторе C-Max с максимальным уровнем безопасности в Преторийской центральной тюрьме. По его прибытии в 2000 году было обнаружено, что он заражен ВИЧ. Находясь за решеткой, Ситхоул по закону имеет право получать бесплатную медицинскую помощь до 65 лет. Жена и ребёнок преступника умерли от осложнений СПИДа.